# Glossonema thruppii
Glossonema thruppii är en oleanderväxtart som beskrevs av Oliver. Glossonema thruppii ingår i släktet Glossonema och familjen oleanderväxter. Inga underarter finns listade i Catalogue of Life.